# المحاسن (كتاب)
المحاسن؛ أحد الكتب الشيعية الروائية، تأليف أبي جعفر، أحمد بن محمد بن خالد البرقي (المتوفّى سنة 274 هـ). وهو أحد كبار علماء الشيعة، ويُعرف كتابه بينهم باسم «محاسن البرقي».

## التعريف بالكتاب
يعتبر كتاب المحاسن من أفضل الكتب الشيعية الروائية مكانة واعتباراً فقد عدّه البعض في مرتبة الكتب الأربعة. وهو من المصادر المهمة لكتاب الكافي، تأليف ثقة الإسلام الكليني حيث روى عن المحاسن روايات عديدة.

## أقوال العلماء فيه
قال الشيخ الصدوق: «إن جميع ما في كتابي مستخرج من كتب مشهورة عليها المعوّل وإليها المرجع، ككتاب المحاسن لأحمد بن أبي عبد الله البرقيّ؛ وهو من الأصول والمصنفات التي طُرقي إليها معروفة في فهرس الكتب التي رويتها عن مشايخي وأسلافي رضوان الله عليهم.
أما ابن إدريس الحلي فقد قال في آخر كتاب السرائر في قسم المستطرفات: إن كتاب المحاسن من الأصول الروائية الموثوقة لدى الشيعة.
أما القاضي نور الله التستري فقد اعتبر هذا الكتاب، الكتاب الخامس من الكتب المعتبرة لدى الشيعة وفي مرتبة الكتب الأربعة.
يقول الشيخ محمد تقي المجلسي والد محمد باقر المجلسي في شرحه بالفارسية لكتاب «من لا يحضره الفقيه»: «إن كتاب المحاسن من كتبنا وكما نُقل عن مشايخنا؛ أن مؤلفهُ من المشاهير وهو ثقة ومعتمد لدى الشيعة، ولعل ما هو موجود من الكتاب في عصرنا الحاضر لا يتجاوز لثلث الكتاب الأصلي»

## أبواب الكتاب
1. كتاب الأشكال والقرائن، ويشتمل على الروايات التي فيها الاعداد من ثلاثة إلى عشرة وكذلك وصايا النبي  وأهل بيته.
2. كتاب ثواب الأعمال، الذي يضم الروايات التي تتحدث عن أجر أفعال الخير المختلفة وثوابها.
3. كتاب عقاب الأعمال، ويضم الروايات التي تتكلم عن الذنب وجزاء أنواع الأعمال القبيحة.
4. كتاب الصفوة والنور والرحمة، ويضم روايات عن مقام ومنزلة رسول الله  وأهل بيته  وشيعتهم.
5. كتاب مصابيح الظلم، ويضم بحوث معرفة الحق.
6. كتاب العلل، ويشتمل على علل الأحكام الشرعية.
7. كتاب السفر، ويضم أحكام السفر ورواياته.
8. كتاب المآكل، ويدور حول أحكام المآكل والمشارب.
9. كتاب الماء، ويشتمل على أحكام المياه.
10. كتاب المنافع، ويشتمل على أحكام الإستخارة والإستشارة.
11. كتاب المرافق، ويشتمل على أحكام المنزل والنظافة ووسائل النقل.

## نشر وطباعة
طبعت دار الكتب الإسلامية في قم، 1370 هـ. كتاب المحاسن، في جزئين باللغة العربية. كما وطبع طبعة أخرى محققة من قبل المجمع العالمي لأهل البيت في جزئين.